# 토머스 핀천
토머스 핀천(Thomas Ruggles Pynchon, Jr. 1937년 5월 8일 - )는 미국의 소설가이다. 20세기 미국의 포스트모더니즘 사조를 대표하는 작가 중 한명이며, 언론과의 접촉을 극도로 기피하여 사생활이 거의 드러나지 않은 것으로도 유명하다. 세번째 소설 《중력의 무지개》로 1974년 전미도서상을 수상했다.

## 생애
1937년 5월 8일 뉴욕주 롱아일랜드 글렌코브에서 토머스 러글스 핀천 시니어(1907-1995)와 캐서린 프랜시스 베넷(1909-1996)의 세 자녀 중 장남으로 태어났다. 
뉴욕주 오이스터베이에 있는 오이스터베이 고등학교를 다니며 "올해의 학생(student of the year)"상을 받기도 했고 학교 신문에 단편소설 여러 편을 기고하기도 했다.
1953년 16세에 코넬 대학교에 입학해서 물리공학(engineering physics)을 전공하다가, 2학년을 마치고 미 해군에 입대했다. 1957년 대학으로 돌아와서 영문학으로 전공을 바꿨고, 1959년 3월 첫 단편소설 〈이슬비The Small Rain〉를 학내 문예지 《Cornell Writer》에 발표했다. 이 작품은 단편소설집 《늦게 배우는 사람Slow Learner》에 수록되어 1984년에 재발간되었다. 핀천은 성적우수자 모임인 파이베타카파 클럽의 회원이었고, 1959년 6월 우등 졸업으로 영문학 학사 학위를 받았다.
대학 졸업 후 시애틀에 위치한 보잉사에서 기술자료 작성자로 일하면서 1960년 2월부터 첫 장편소설 《브이》를 쓰기 시작했다. 보잉에서 지대공 미사일 등 무기에 관한 기술문서를 작성한 경험은 《브이》와 《제49호 품목의 경매》,《중력의 무지개》등의 창작에 큰 영향을 미쳤다. 《브이》는 1962년 9월에 탈고하여 1963년 출간되었고, 1964년 윌리엄 포크너 재단이 수여하는 '주목할만한 처녀작'(William Faulkner Foundation Award for notable first novel)상을 수상했다.
보잉을 퇴사한 뒤, 뉴욕과 멕시코 등지를 옮겨다니다가 캘리포니아에 정착하여 1970년대 초까지 거주했던 것으로 알려져 있다. 1964년 캘리포니아 대학교 버클리 대학원에 수학 전공으로 지원했지만 탈락했다. 1966년에는 직접 경험한 '와츠 폭동'(Watts Riots)에 대한 기고문 〈A Journey Into the Mind of Watts〉을 《뉴욕 타임즈 매거진》에 기고했다.
1966년 두번째 장편소설 《제49호 품목의 경매》를 발표했고, 이 작품은 출간 직후 'Richard and Hilda Rosenthal Foundation Award'을 수상했다.
1973년에는 핀천의 대표작으로 꼽히는 대작 《중력의 무지개》를 발표했다. 이 작품은 제임스 조이스의 《율리시스》에 비견되는 높은 평가를 받았고, 핀천은 이 작품으로 1974년 전미도서상을 아이작 바셰비스 싱어와 공동수상했다. 같은 해, 퓰리처상 선정위원회에서 만장일치로 수상작으로 선정되었지만, 이사회가 "읽기 힘들고", "너무 복잡하여 따분하고", "군더더기가 많고", "외설적"이라는 이유로 거부권을 행사, 1974년 퓰리처상 픽션 부문은 수상작 없이 넘어갔다.
1984년 단편집 《느리게 배우는 사람》을 발표했다. 이후 《바인랜드》(1990), 《Mason & Dixon》(1997), 《Against the Day》(2006)을 차례로 발표했다. 2009년 출간한《Inherent Vice》은 폴 토머스 앤더슨 감독의 《인히어런트 바이스》로 영화화되었다.
1990년대 초반, 자신의 저작권 대리인인 맬러니 잭슨과 결혼했고, 슬하에는 아들 잭슨 핀천이 있다.

## 비밀스러운 사생활과 대중의 관심
핀천은 언론과의 접촉을 피하고 얼굴을 드러내기를 싫어하는 성향으로 유명하다. 수십년에 걸친 활동기간동안 공식적으로 사진 촬영을 한 적이 한번도 없으며, 공개된 몇 안되는 사진들은 고등학교와 대학 시절 사진이 대부분이다. 

## 작품 목록

### 소설
- 《브이V.》(1963; 설순봉 역, 민음사, 1991)
- 《제49호 품목의 경매The Crying of Lot 49》(1966; 김성곤 역, 민음사, 2016)
- 《중력의 무지개Gravity's Rainbow》(1973; 이상국 역, 새물결, 2012)
- 《바인랜드Vineland》(1990; 박인찬 역, 창비, 2016)
- Mason & Dixon (1997)
- Against the Day(2006)
- Inherent Vice(2009)
- 《블리딩 엣지Bleeding Edgy》(2013; 박인찬 역, 창비, 2020)

### 단편집
- 《느리게 배우는 사람Slow Learner》(1984; 박인찬 역, 창비, 2014)

## 같이 보기
- 포스트모던 문학